# Шосе A14 (Ботсвана)
Шосе A14 — бічний шлях дороги A1 і A30 від Орапа Game Park до Палап'є, в обхід Серове, сьомого за величиною міста Ботсвани. Проходить повз Заповідник носорогів Хама і складає 248 кілометрів довжини.